# Noémia de Sousa
Carolina Noémia Abranches de Sousa Soares  (Catembe, 20 de setembro de 1926 — Cascais, 4 de Dezembro de 2002) foi uma poeta, tradutora, jornalista e militante política moçambicana. É considerada a mãe dos poetas moçambicanos.

## Biografia
Filha de Clara Brüheim Abranches de Sousa, de uma família de comerciantes com origens germânicas, moçambicanas e goesas, e de António Paulo Abranches de Gama e Sousa, de ascendência goesa, portuguesa e africana, que era alto funcionário do Governo colonial, empregado no Banco Ultramarino. Quando Noémia de Sousa tinha 6 anos, a família mudou-se para Lourenço Marques. Depois da morte do pai em 1932, Noémia de Sousa começou a estudar no curso pós-laboral de comércio na Escola Técnica e publicou os primeiros poemas no jornal da escola.
Noémia de Sousa estudou no Brasil e começou a publicar no jornal O Brado Africano.[carece de fontes?]
Na década de 1940 viveu numa casa de madeira e zinco no bairro da Mafalala, em Maputo. Ali escreveu poemas que se tornariam símbolos nacionalistas africanos como "Deixa passar o meu povo". Só saiu do bairro por motivos políticos, em 1949.
Entre 1951 e 1964 viveu em Lisboa, onde trabalhou como tradutora, mas, em consequência da sua posição política de oposição ao Estado Novo teve de exilar-se em Paris, onde trabalhou no consulado de Marrocos. Começa nesta altura a adoptar o pseudónimo de Vera Micaia.
A sua obra está dispersa por muitos jornais e revistas. Colaborou em publicações como Mensagem (CEI), Mensagem (Luanda), Itinerário, Notícias do Bloqueio (Porto, 1959), O Brado Africano, Moçambique 58; Vértice (Coimbra), Sul (Brasil).
Poeta, jornalista de agências de notícias internacionais, viajou por toda a África durante as lutas pela independência de vários países.
Em 1975 regressou a Lisboa, onde trabalhou na Agência Noticiosa Portuguesa.
Em 2001, a Associação dos Escritores Moçambicanos publicou o livro Sangue Negro, que reúne a poesia de Noémia de Sousa escrita entre 1949 e 1951.
A sua poesia está representada na antologia de poesia moçambicana Nunca mais é Sábado, organizada por Nelson Saúte

## Obras
- Sangue Negro, Maputo, Associação dos Escritores Moçambicanos, 2001.
- Sangue Negro, Maputo, Marimbique, 2011.
- Sangue Negro, São Paulo, Kapulana, 2016, ISBN 978-85-68846-17-9